# اچگ
اچگ (به مجاری: Ecseg) یک شهرداری در مجارستان است که در ناحیه پاستو واقع شده‌است. اچگ ۲۴٫۱ کیلومتر مربع مساحت و ۱٬۲۷۳ نفر جمعیت دارد.